# 优舟蛾属
优舟蛾属为舟蛾科的一个属，分布於印度東北部、中國南部、臺灣與中南半島。本屬兩性的觸角皆為絲狀，前翅呈金色，翅身有一條褐色弧紋，外緣有一列三角形銀斑。雄性生殖器的爪狀突（uncus）端部朝兩側外展，背兜側突（socii）發達且高度特化。

## 物种
- 金优舟蛾 Eushachia aurata (Moore, 1879)
- 英优舟蛾 Eushachia midas (Bryk, 1949)
- 褐斑优舟蛾 Eushachia millenium Schintlmeister & Fang, 2001